# Marcus Berg
Pour les articles homonymes, voir Berg.
Marcus Berg, né le 17 août 1986 à Torsby en Suède, est un footballeur international suédois, qui évolue au poste d'attaquant.
Il est surnommé Svarte-Marcus en référence à Filip « Svarte-Filip » Johansson. Son frère, Jonatan Berg (en), est aussi footballeur professionnel.

## Biographie

### Carrière en club

#### Débuts en Suède
Marcus commence à jouer pour le club local du Torsby IF (sv) en 2002. Il change ensuite de club pour l'IFK Göteborg en 2003, et après deux années avec les jeunes, il intègre en 2005 l'équipe professionnelle. Il joue alors aux côtés de son frère Jonatan Berg (en).
Il réalise sa meilleure performance avec l'IFK lors de la saison 2007, où il inscrit 14 buts en Allsvenskan. Cette saison-là, il est l'auteur de trois doublés.

#### FC Groningue (2007-2009)
En août 2007, il signe en faveur du FC Groningue, aux Pays-Bas.
Avec cette équipe, il inscrit 15 buts en Eredivisie lors de la saison 2007-2008. Cette saison-là, il se met en évidence en étant l'auteur de quatre doublés. 
La saison suivante, Berg fait encore mieux, en inscrivant un total de 17 buts en championnat. Il est notamment l'auteur du premier quadruplé de sa carrière, le 20 décembre 2008, lors de la 16e journée, à l'occasion d'un déplacement sur la pelouse du Roda JC Kerkrade (victoire 2-5). Par la suite, lors des plays-offs de championnat, il marque un triplé face au FC Utrecht, le 16 mai 2009, match au terme duquel les deux équipes se neutralisent (3-3).

#### Hambourg et prêt au PSV (2009-2013)
En juillet 2009, il rejoint le club de Hambourg SV, pour un contrat de cinq ans, pour un montant estimé à neuf millions d'euros.
Lors de sa première saison, il inscrit quatre buts en Bundesliga. Il marque un doublé sur la pelouse de Schalke 04, le 25 octobre 2009,  lors de la 10e journée. Les deux équipes se neutralisent à l'issue d'un match prolifique en buts (3-3).
Il dispute également, lors de cette saison, les quarts de finale de la Ligue Europa face au Standard de Liège. En phase de groupe, il s'illustre avec un doublé inscrit face à l'Hapoël Tel-Aviv.
Il se voit prêté au PSV Eindhoven lors de la saison 2010-2011. Cette saison-là, il inscrit huit buts en Eredivisie, avec notamment deux doublés.
Avec le PSV, il dispute de nouveau les quarts de finale de la Ligue Europa, face au Benfica Lisbonne cette fois-ci.

#### Panathinaïkos (2013-2017)
Lors de la saison 2013-2014, il inscrit 15 buts en Super League avec le Panathinaïkos. Cette saison-là, il est l'auteur d'un triplé lors de la réception de l'Aris Salonique, le 8 mars 2014, lors de la 28e journée (victoire 4-1). 
Lors de la finale de la Coupe de Grèce, il se met de nouveau en évidence, en inscrivant un triplé face au PAOK Salonique (victoire 1-4). Par la suite, le 21 août 2014, il inscrit un quadruplé lors des tours préliminaires de la Ligue Europa, face au club danois du FC Midtjylland (victoire 4-1).
La saison suivante, il marque 13 buts en championnat avec le Panathinaïkos. Il est l'auteur de deux triplés cette saison-là. Il marque son premier triplé le 11 janvier 2015, lors de la 11e journée, à l'occasion de la réception du club d'Ergotelis (victoire 5-0). Il récidive le 8 mars 2015, lors de la 27e journée, avec un nouveau triplé inscrit à domicile face au PAOK Salonique (victoire 4-3).
Par la suite, lors de la saison 2015-2016, il inscrit 15 buts en championnat. Il inscrit à cette occasion le premier quintuplé de sa carrière, le 17 avril 2016, lors de la 30e et dernière journée. Le Panathinaïkos s'impose alors largement 6-1 face au club de Panthrakikos.
La saison suivante, qui s'avère être sa dernière avec le Panathinaïkos, il inscrit 22 buts en championnat, ce qui constitue sa meilleure performance en Grèce. Il reçoit d'ailleurs le titre honorifique de meilleur buteur du championnat. Cette saison-là, il inscrit à nouveau deux triplés. Il inscrit son premier triplé lors de la réception du Panetolikós le 12 février 2017, lors de la 20e journée (victoire 4-0). Et le second, le 4 mars 2017, lors de la 23e journée, avec la réception de Veria (victoire 3-0). Il marque également trois doublés cette saison-là.

#### Al Ain Club (2017-2019)
En juin 2017, il s'engage avec le club émirati d'Al-Aïn Club.
Dans ce modeste championnat, il se met encore en évidence en inscrivant 25 buts lors de la première saison, puis 10 buts lors de la deuxième saison. Il est d'ailleurs le meilleur buteur de l'UAE Arabian Gulf League lors de la première saison.
Il participe avec l'équipe d'Al Ain à la Ligue des champions d'Asie. Lors de l'édition 2018, il se met en évidence avec deux doublés inscrits dans cette compétition.
Il dispute également avec Al Ain la Coupe du monde des clubs organisée en décembre 2018. Marcus Berg inscrit deux buts lors de ce tournoi, dont un lors de la demi-finale remportée aux tirs au but face à River Plate. Al Ain s'incline en finale face au prestigieux Real Madrid (défaite 4-1).

#### FK Krasnodar (2019-2021)
Le 22 septembre 2019, il inscrit ses deux premiers buts dans le championnat de Russie avec Krasnodar, sur la pelouse du CSKA Moscou. Malgré tout, son équipe s'incline sur le score de 3-2.

#### Retour à l'IFK Göteborg (2021-2023)
Le 25 septembre 2023, Marcus Berg annonce la fin de sa carrière professionnelle. Le joueur, alors âgé de 37 ans est contraint de raccrocher les crampons en raison de problèmes physiques, notamment au dos et officialise sa retraite avant même la fin de la saison 2023,.

### Carrière en équipe nationale

#### Avec les espoirs
Avec les espoirs, il inscrit un but le 14 novembre 2006, en amical contre l'équipe de France. Malgré cela, les Suédois s'inclinent sur le score de 2-4. Il participe ensuite au championnat d'Europe espoirs 2009 qui se déroule dans son pays natal. Lors de cette compétition, il se met de suite en évidence, en inscrivant un triplé lors du premier match contre la Biélorussie. Il marque ensuite un doublé contre la Serbie. Par la suite, en demi-finale, il récidive avec un nouveau doublé marqué face à l'équipe d'Angleterre. Malgré cela, les Suédois sont contraints de s'incliner face aux Anglais après une séance de tirs au but. Avec sept buts en quatre matchs, Marcus Berg devient alors le buteur le plus prolifique de l'histoire de l'Euro des moins de 21 ans, à égalité avec Vahid Halilhodžić.

#### Avec l'équipe nationale A
Il reçoit sa première sélection en équipe de Suède le 6 février 2008, en amical contre la Turquie (score : 0-0 à Istanbul). Il inscrit son premier but en équipe nationale le 10 juin 2009, contre Malte, lors des éliminatoires du mondial 2010 (victoire 4-0 à Göteborg).
Il participe avec la sélection suédoise au championnat d'Europe 2016 organisé en France. Lors de cette compétition, il joue les trois matchs disputés par son équipe, avec pour résultats un nul et deux défaites, ce qui s'avère insuffisant pour passer le premier tour.
Le 25 mars 2017, il se met en évidence avec un but inscrit et deux passes décisives délivrées contre la Biélorussie, lors des éliminatoires du mondial 2018. Les Suédois s'imposent sur le large score de 4-0. Par la suite, le 7 octobre 2017, toujours lors de ces éliminatoires, il inscrit un quadruplé avec la Suède, lors d'une rencontre face au Luxembourg. Les Suédois s'imposent alors sur le très large score de 8-0 à Solna. Il dispute ensuite la phase finale de la Coupe du monde 2018, organisé en Russie. Lors de ce mondial, il joue cinq matchs. Il s'illustre en délivrant une passe décisive lors du dernier match de poule face au Mexique. Les Suédois s'inclinent en quart de finale face à l'équipe d'Angleterre.
Le 7 juin 2019, il délivre deux passes décisives contre l'équipe de Malte, lors des éliminatoires de l'Euro 2020. Les Suédois l'emportent sur le score de 3-0.

## Statistiques

### Buts internationaux
| 0  | Date              | Lieu                                           | Adversaire         | Score | Résultats | Compétitions                      | Sél. |
| -- | ----------------- | ---------------------------------------------- | ------------------ | ----- | --------- | --------------------------------- | ---- |
| 1  | 10 juin 2009      | Ullevi, Gothenburg, Suède                      | Malte              | 4-0   | 4-0       | Éliminatoires Coupe du monde 2010 | 7e   |
| 2  | 14 octobre 2009   | Råsunda Stadium, Solna, Suède                  | Albanie            | 2-0   | 4-1       | Éliminatoires Coupe du monde 2010 | 12e  |
| 3  | 29 mai 2010       | Råsunda Stadium, Solna, Suède                  | Bosnie-Herzégovine | 4-2   | 4-2       | Match amical                      | 13e  |
| 4  | 7 octobre 2010    | Swedbank Stadion, Malmö, Suède                 | Saint-Marin        | 6-0   | 6-0       | Éliminatoires Euro 2012           | 16e  |
| 5  | 8 février 2011    | GSP Stadium, Nicosie, Chypre                   | Chypre             | 0-2   | 0-2       | Match amical                      | 19e  |
| 6  | 11 septembre 2012 | Swedbank Stadion, Malmö, Suède                 | Kazakhstan         | 2-0   | 2-0       | Éliminatoires Coupe du monde 2014 | 22e  |
| 7  | 31 mars 2015      | Friends Arena, Solna, Suède                    | Iran               | 2-0   | 3-1       | Match amical                      | 28e  |
| 8  | 14 juin 2015      | Friends Arena, Solna, Suède                    | Monténégro         | 1-0   | 3-1       | Éliminatoires Euro 2012           | 30e  |
| 9  | 9 octobre 2015    | Rheinpark Stadion, Vaduz, Liechtenstein        | Liechtenstein      | 0-1   | 0-2       | Éliminatoires Euro 2012           | 33e  |
| 10 | 29 mars 2016      | Friends Arena, Solna, Suède                    | Tchéquie           | 1-0   | 1-1       | Match amical                      | 37e  |
| 11 | 6 septembre 2016  | Friends Arena, Solna, Suède                    | Pays-Bas           | 1-0   | 1-1       | Éliminatoires Coupe du monde 2018 | 42e  |
| 12 | 25 mars 2017      | Friends Arena, Solna, Suède                    | Biélorussie        | 3-0   | 4-0       | Éliminatoires Coupe du monde 2018 | 46e  |
| 13 | 31 août 2017      | Vasil Levski National Stadium, Sofia, Bulgarie | Bulgarie           | 2-2   | 2-3       | Éliminatoires Coupe du monde 2018 | 48e  |
| 14 | 3 septembre 2017  | Borisov Arena, Baryssaw, Biélorussie           | Biélorussie        | 0-3   | 0-4       | Éliminatoires Coupe du monde 2018 | 49e  |
| 15 | 7 octobre 2017    | Friends Arena, Solna, Suède                    | Luxembourg         | 2-0   | 8-0       | Éliminatoires Coupe du monde 2018 | 50e  |
| 16 | 7 octobre 2017    | Friends Arena, Solna, Suède                    | Luxembourg         | 3-0   | 8-0       | Éliminatoires Coupe du monde 2018 | 50e  |
| 17 | 7 octobre 2017    | Friends Arena, Solna, Suède                    | Luxembourg         | 4-0   | 8-0       | Éliminatoires Coupe du monde 2018 | 50e  |
| 18 | 7 octobre 2017    | Friends Arena, Solna, Suède                    | Luxembourg         | 7-0   | 8-0       | Éliminatoires Coupe du monde 2018 | 50e  |
| 19 | 20 novembre 2018  | Friends Arena, Solna, Suède                    | Russie             | 2-0   | 2-0       | Ligue des nations 2018-2019       | 67e  |
| 20 | 15 octobre 2019   | Friends Arena, Solna, Suède                    | Espagne            | 1-0   | 1-1       | Éliminatoires Euro 2020           | 75e  |
| 21 | 15 novembre 2019  | Arena Națională, Bucarest, Roumanie            | Roumanie           | 0-1   | 0-2       | Éliminatoires Euro 2020           | 76e  |
| 22 | 11 octobre 2020   | Stade Maksimir, Zagreb, Croatie                | Croatie            | 1-1   | 2-1       | Ligue des nations 2020-2021       | 79e  |

## Palmarès

### En club
IFK Göteborg
- Championnat de Suède
  - Champion (1) : 2007
  - Vice-champion (1) : 2005

 Panathinaikos
- Championnat de Grèce
  - Vice-champion (1) : 2015
- Coupe de Grèce
  - Vainqueur (1) : 2014

 Al-Aïn
- Championnat des Émirats
  - Vainqueur (1) : 2018
- Coupe du monde des clubs
  - Finaliste (1) : 2018

### Distinctions individuelles
- Meilleur buteur et meilleur joueur du Championnat d'Europe espoirs en 2009 (7 buts)
- Meilleur buteur du Championnat de Grèce en 2017 (22 buts)
- Meilleur buteur du Championnat des Emirats arabes unis en 2018 (25 buts)